# Barreropsylla excelsa
Barreropsylla excelsa är en loppart som beskrevs av Jordan 1953. Barreropsylla excelsa ingår i släktet Barreropsylla och familjen Stephanocircidae. Inga underarter finns listade i Catalogue of Life.